# Alice Korbová
Alice Korbová (* 15. November 1971) ist eine tschechische Skibergsteigerin.
Sie wurde im Team mit Kamila Bulířová und  Lucie Oršulová bei der Weltmeisterschaft im Skibergsteigen 2004 Vierte und erreichte im Team mit Lucie Oršulová bei der Europameisterschaft im Skibergsteigen 2005 den 10. Platz.